# Cuba Libre (Film)
Cuba Libre ist ein deutscher Fernsehfilm von Christian Petzold aus dem Jahr 1996 mit Richy Müller und Catherine Flemming in den Hauptrollen. Die Filmpremiere war am 25. Januar 1996 im Wettbewerb des Filmfestivals Max Ophüls Preis. Die Erstsendung war am 10. November 1996 im Zweiten Deutschen Fernsehen.

## Handlung
Tom träumt vom Aussteigen. Er hat Tina getroffen, das Geld gestohlen und das Herz gebrochen, um in Kuba ein neues Leben anzufangen. Nach einigen Jahren trifft er sie wieder in Berlin. Tina sinnt auf Rache. Tom will alles wiedergutmachen. Um Tina zurückzugewinnen, bestiehlt er wieder einen Menschen, der ihn liebt.

## Drehorte
Der Film wurde vom 16. September 1995 bis zum 22. Oktober 1995 in Berlin, Leverkusen und Ostende gedreht.

## Kritik
„Die melancholisch-komische Geschichte zweier Verlierer, denen es gegen alle Wahrscheinlichkeiten gelingt, neue Träume zu entwickeln. Ein thematisch wie inszenatorisch reizvoller Film, hervorragend gespielt.“

## Auszeichnungen
- 1996: Förderpreis Langfilm des Filmfestivals Max Ophüls Preis